# جوران فورسمارك
رولف جوران فورسمارك (1955 - 2020)، هو ممثل سويدي.
من مواليد 4 فبراير 1955 في بلدة مالمبيريت، درس في «NAMA» بمدينة مالمو عام 1976، وشارك في أفلام كثيرة ومسرحيات.
توفي فورسمارك في 11 أغسطس 2020 عن عمر يناهز 65 عامًا. 

## من أعماله
- شركة المرعبين المحدودة
- سجلات نارنيا: الأسد، الساحرة وخزانة الملابس

## روابط خارجية
- جوران فورسمارك على موقع IMDb (الإنجليزية)
- جوران فورسمارك على موقع أول موفي (الإنجليزية)
- جوران فورسمارك على موقع قاعدة بيانات الأفلام السويدية (السويدية)
- جوران فورسمارك على موقع قاعدة بيانات الفيلم (الإنجليزية)
- جوران فورسمارك على موقع كينوبويسك (الروسية)
- جوران فورسمارك في قاعدة بيانات الأفلام على الإنترنت